# Studienrat (Deutschland)
Studienrat (Abk. StR) ist in Deutschland eine Amtsbezeichnung für einen Beamten im höheren Schuldienst bzw. in der Qualifikationsebene 4, der in der Besoldungsgruppe A 13 besoldet wird, in der Regel als Lehrer an einem Gymnasium in Deutschland arbeitet und Schüler bis zum Abschluss der Sekundarstufe II unterrichtet. Im Ruhestand darf die Amtsbezeichnung mit dem Zusatz „a. D.“ geführt werden. Es gibt Studienräte nicht nur an Gymnasien, sondern auch an Realschulen, an Mittelschulen (in Bayern), an Gesamtschulen, an Sekundarschulen, an Förderschulen, an berufsbildenden Schulen, an Weiterbildungskollegs, an Grundschulen (in Bayern und Sachsen), an wissenschaftlichen Einrichtungen der Länder (z. B. Niedersachsen) wie Landesbildungszentren, an Förderzentren und in mehreren Bundesländern auch den „Studienrat im Hochschuldienst“, der zum akademischen Mittelbau an Universitäten zählt. In der DDR gab es den Ehrentitel Studienrat für einen Lehrer.
Daneben gibt es verbeamtete Lehrer an kirchlichen Schulen mit der Bezeichnung „Studienrat im Kirchendienst“ oder kurz „StR i. K.“, die in einem Kirchenbeamtenverhältnis stehen, das dem Landesbeamtenrecht gleichgestellt ist.
Die Amtsbezeichnung im nächsten Beförderungsamt ist Oberstudienrat.

## Voraussetzungen für eine Ernennung, Bezeichnungen
Die Ernennung zum Studienrat setzt ein abgeschlossenes wissenschaftliches Hochschulstudium (in der Regel mit mindestens zwei Hauptfächern sowie pädagogischem Ergänzungsteil), ein eineinhalb- bis zweijähriges Referendariat mit begleitender Ausbildung an einem Studienseminar und eine in der Regel dreijährige Probezeit im Beamtenverhältnis auf Probe voraus.

## Einführung der Amtsbezeichnung „Studienrat“ und ihre sozialgeschichtliche Bedeutung
Wilhelm II. ersetzte 1918 mit einem Erlass die Amtsbezeichnung „Oberlehrer“ durch den Charakter-Titel „Studienrat“. Der Vereinheitlichung und Vereinfachung der Lehrerbezeichnungen zum Studienrat, Oberstudienrat und Studiendirektor ging eine Vielzahl unterschiedlicher und verwirrender Titulaturen voraus. Den Oberlehrer-Titel besaßen in Preußen die Gymnasiallehrer seit 1892 zu zwei Dritteln, ein weiteres Drittel besaß den Charakter-Titel „Gymnasialprofessor“. Oberlehrer waren Ordinarien, die in der Oberstufe unterrichteten. Sie wurden 1909 in Preußen mit den Richtern erster Instanz gleichgestellt und damit als Beamte des höheren Dienstes anerkannt.
Die Höherstellung und der begehrte „Rats“-Titel hob das bis dahin eher geringe Sozialprestige des Gymnasiallehrers beträchtlich und war hauptsächlich den anhaltenden Bemühungen des „Vereinsverbands akademisch gebildeter Lehrer“ von 1903 (ab 1921 „Deutscher Philologenverband“ genannt) zu verdanken, der die berufsständischen Interessen der Gymnasiallehrer vertrat, die zu ca. 95 % in ihm organisiert waren.
Wie Rudolf Summer feststellte, wird dem Ratstitel als Grundamtsbezeichnung durch den vorangestellten vorgeschriebenen Laufbahnzusatz „Studien-“ ein Bezug auf das Bildungswesen gegeben. Die Verwendung eines zusatzfreien Ratstitels für beamtete Lehrer erschien zu allgemein. Mit der Bezeichnung „Studiendirektor“ sollten auch Verwechslungen mit sonstigen Direktoren, vor allem den damals häufig so titulierten Vorstandsmitgliedern von Unternehmen der Privatwirtschaft, vermieden werden.

## Besonderheiten der Länder

### Baden-Württemberg
Bis 2009 wurde der Anwärter zum Studienrat als Studienassessor bezeichnet.

#### Historische Rangordnung in Baden (1905)
- Lehramtspraktikant
- Direktor
- Hofrat
- Geh. Hofrat

### Bayern
In Bayern wird ein Beamter auf Probe mit dem Zweiten Staatsexamen und Planstelle bereits „Studienrat“ genannt, das alte Kürzel z. A. wird nur noch intern geführt, da die alte Dienstbezeichnung „Studienrat zur Anstellung“ hieß; diese gibt es allerdings nicht mehr. Die Probezeit beträgt ab 2011 nicht mehr drei, sondern nur noch zwei Jahre.
Tarifbeschäftigte Lehrer können die Berechtigung zum Führen der Berufsbezeichnung „Studienrat im Beschäftigungsverhältnis“ (StR i. BV) erhalten, allerdings nur dann, wenn sie einen unbefristeten Vertrag im öffentlichen Dienst und die allgemeinen Voraussetzung für eine Verbeamtung besitzen (z. B. 1. und 2. Staatsexamen).
 Im Privatschuldienst heißt die Bezeichnung StR i. P. und im Kirchendienst StR i. K.
Realschullehrer im Beamtenverhältnis (auf Probe oder Lebenszeit) führen in Bayern die Amtsbezeichnung „Studienrat im Realschuldienst“. Abkürzung: „StR (RS)“. Unbefristet beschäftigte Realschullehrer können den Titel „StR (RS) i.BV“ führen, welcher für „Studienrat im Realschuldienst im Beschäftigungsverhältnis“ steht.
Ebenso führen Sonderschullehrer im Beamtenverhältnis seitdem die Amtsbezeichnung „Studienrat im Förderschuldienst“. Abkürzung: „StR (FöS)“. Analog können unbefristet beschäftigte Sonderschullehrer auf Antrag den Titel „StR (FöS) i.BV“ führen.
Seit dem 1. Juli 2013 gibt es in Bayern auch Studienräte an Grund- und Mittelschulen. Dabei handelt es sich um das zweite (funktionslose) Beförderungsamt für Lehrkräfte an Grund- und Mittelschulen.

#### Historische Rangordnung (1905)
- Gymnasialassistent
- Gymnasiallehrer
- Gymnasialprofessor
- Studienrat
- Konrektor
- Rektor (Oberstudienrat)

### Berlin
Im Zeitraum von 2004 bis 2022 wurden im Land Berlin angehende Lehrer nach bestandenem Zweiten Staatsexamen nicht mehr verbeamtet, sodass die Amtsbezeichnung „Studienrat“ in diesem Zeitraum nur ausnahmsweise bei Versetzungen von Studienräten aus einem anderen Land neu verliehen wurde. Seit dem Schuljahr 2022/2023 werden Lehrkräfte wieder verbeamtet.

### Bremen
Mit dem Gesetz zur Änderung des Bremischen Besoldungsgesetzes vom 31. Mai 1988 wurde die Amtsbezeichnung „Lehrer für die Sekundarstufe II“ eingeführt. Die 1978 eingeführte Amtsbezeichnung „Lehrer für das Lehramt an öffentlichen Schulen“ war insoweit mit dem vom Bundesverfassungsgericht aus Artikel 33 Absatz 5 des Grundgesetzes abgeleiteten Grundsatz einer „angemessenen Amtsbezeichnung“ unvereinbar als sie auch für Lehrer mit der Befähigung für die Sekundarstufe II festgesetzt wurde, weil der „qualitativ andersartige Amtsinhalt“ gegenüber anderen Stufenlehrern und die Zugehörigkeit zu unterschiedlichen Laufbahngruppen nicht zum Ausdruck kamen.

### Hamburg
In Hamburg lautet die Amtsbezeichnung von Gymnasiallehrkräften im Beamtenverhältnis auf Probe und auf Lebenszeit gleichermaßen „Studienrätin/Studienrat“. Bei voll ausgebildeten Lehrkräften für das „Lehramt an Gymnasien“, die aus gesundheitlichen oder anderen Gründen (z. B. Überschreitung der Altersgrenze) nicht verbeamtet werden können, wird im Arbeitsvertrag die Dienstbezeichnung „Arbeitnehmer in der Tätigkeit einer/eines Studienrätin/Studienrats“ festgelegt. Die Amtsbezeichnung „Studienrätin/Studienrat“ wird auch an Lehrkräfte vergeben, die aufgrund herausgehobener Aufgaben von der Besoldungsgruppe A 12 (Amtsbezeichnung: „Lehrer/in“) nach A 13 befördert werden. Hieraus ergibt sich jedoch keine Fakultas für die gymnasiale Oberstufe.

### Hessen
In Hessen erfolgt die Ernennung zum Studienrat nach Zuweisung einer Planstelle an einer höheren Lehranstalt.

#### Historische Rangordnung (1905)
- Lehramtsakzessist
- Lehramtsassessor
- Oberlehrer
- Professor
- Direktor, geh. Schulrat

### Niedersachsen
Auf Grundlage des am 1. April 2009 in Kraft getretenen Niedersächsischen Beamtengesetzes, NBG (§ 14 NBG, Zugang zu den Laufbahnen), kann seit 1. Juni 2010 in Niedersachsen gemäß § 8 der Niedersächsischen Laufbahnverordnung (NLVO) – Bildung die Ernennung zum Studienrat, in der Regel bis zur Vollendung des 45. Lebensjahres, statt durch ein erfolgreich abgeschlossenes Referendariat (zweites Staatsexamen) auch nach mindestens vierjähriger, auch außerhalb des Lehrerberufes angesiedelter Berufserfahrung, die „innerhalb oder außerhalb des öffentlichen Dienstes“ erworben wurde, erfolgen. Auch freiberufliche Tätigkeiten können, nach entsprechendem Nachweis, anerkannt werden. Fachliche Voraussetzung für die Ernennung ist ein akademischer Mastergrad oder ein gleichwertiger, nicht auf ein schulisches Lehramt bezogener Hochschulabschluss, dem sich mindestens zwei in Niedersachsen zugelassene Unterrichtsfächer zuordnen lassen. Die vorherige berufliche Tätigkeit muss „fachlich an das Hochschulstudium anknüpfen“ und die Fähigkeit des Bewerbers zu „fachlich selbständiger Berufsausübung“ erwiesen haben. Die Anerkennung der Voraussetzungen für eine Ernennung zum Studienrat im Beamtenverhältnis auf Probe erfolgt durch das niedersächsische Kultusministerium. Entsprechende Anträge werden in der Regel auf dem Dienstweg über die Niedersächsische Landesschulbehörde gestellt. Während der maximal fünfjährigen Probe- und Bewährungszeit bis zur Verbeamtung auf Lebenszeit muss gemäß § 13 Absatz 1 NLVO – Bildung eine pädagogisch-didaktische Qualifizierung berufsbegleitend an einem niedersächsischen Studienseminar erfolgreich abgeschlossen werden. Die pädagogisch-didaktische Qualifizierung und der zeitgleich laufende Unterrichtseinsatz des Studienrats auf Probe dürfen nur in den Fächern und Schulformen durchgeführt werden, für die eine Lehrbefähigung besteht. Bis zum Ende der Qualifizierungsmaßnahme sind mindestens vier Beratungsbesuche durch ein Studienseminar oder die Schulleitung durchzuführen. Über die Frage der Bewährung bzw. Nichtbewährung nach Ende der Probezeit entscheidet der Schulleiter. Die Verbeamtung auf Lebenszeit bzw. die Verlängerung der beamtenrechtlichen Probezeit erfolgt, auf Grundlage der dienstlichen Beurteilungen, durch die Landesschulbehörde. Die niedersächsischen Studienseminare haben bei sogenannten Quereinsteigern ein beratendes Mitspracherecht in fachdidaktischen und pädagogischen Fragen. Zeiten beruflicher Tätigkeit innerhalb oder außerhalb des öffentlichen Dienstes können gemäß § 19 Absatz 2 Satz 2 NBG auf die Probezeit angerechnet werden, „soweit die Tätigkeit nach Art und Bedeutung der Tätigkeit in der Laufbahn gleichwertig ist“. Die Mindestprobezeit bis zur Lebenszeitverbeamtung beträgt ein Jahr. Wird die Probezeit verkürzt, genügt gemäß § 19 Absatz 3 Satz 2 NBG eine dienstliche Beurteilung. EU-Bürger sind deutschen Staatsbürgern bei der Ernennung in der Regel gleichgestellt.

### Nordrhein-Westfalen
Die Amtsbezeichnung „Studienrat“ ist in Nordrhein-Westfalen inzwischen unabhängig davon, ob noch ein Beamtenverhältnis auf Probe oder bereits auf Lebenszeit besteht. Vorher lautete im Beamtenverhältnis auf Probe die Amtsbezeichnung „Studienrat zur Anstellung“, noch früher „Studienassessor“.

### Sachsen
Seit Januar 2019 können Lehrer aller Schularten unter 42 Jahren in Sachsen auf Antrag in das Beamtenverhältnis berufen werden und führen dann zu Beginn ihrer Laufbahn die Amtsbezeichnung „Studienrat“.